# Seznam středověkých hudebních kodexů

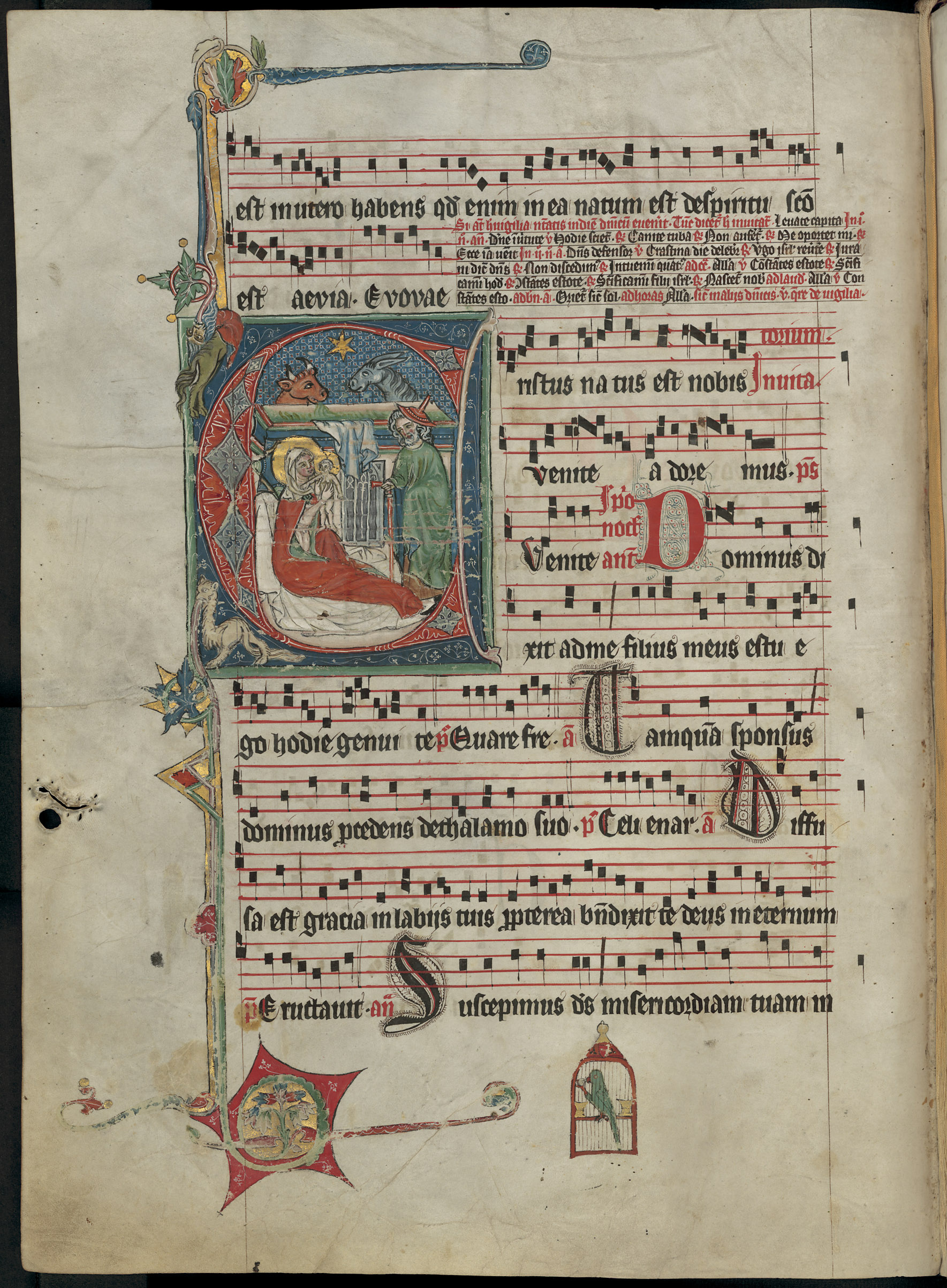
Stránka z antifonáře královny Elišky Rejčky z počátku 14. století

Toto je nekompletní seznam středověkých hudebních kodexů.

## 10. století
- Codex Santgallensis 359 (Svatohavelský kodex 359) – středověký hudební rukopis, vzniklý v letech 922 až 926 v St. Gallenu. Je uchován v místní klášterní knihovně.  Jedná se o nejstarší plně zachovalé rukopisy gregoriánských zpěvů mešního propria zapsané současně v neumové a písmenné notaci, čímž sehrálo klíčovou roli při obnově gregoriánského chorálu.

- Winchesterský tropář (CC 473): RISM: GB – Cb 473 B IV1, s. 453 Bo775: RISM: GB – Obo 775. Dva pergamenové rukopisy pocházející z fondu biskupské katedrály ve Winchesteru obsahující 174 organálních zpracování liturgického repertoáru zapsaného ještě v nediastematické – neumové notaci: První kodex je uložen ve sbírce rukopisů cambridgeské koleje Corpus Christi College, nese označení CC473, pochází ze závěru 10. století.

- Winchesterské tropáře (CC 473) – dva významné prameny obsahující 174 organálních zpracování liturgického repertoáru a dokumentující stav organální techniky a dobové praxe chrámové hudby v Anglii v 10. a 11. století. Organa jsou zapsána v nediastematické neumové notaci. První pramen, který vznikl v závěru 10. století, je uložen v knihovně cambridgeské koleje Těla Kristova (Corpus Christi College), má signaturu 473 a v odborné literatuře je označován CC 473.

## 11. století
- Druhý winchesterský kodex (Bo 775), který vznikl v polovině 11. století jako opis předlohy z let 978 – 984, je uložen v oxfordské knihovně Bodleian Library, má signaturu 775 a v odborné literatuře je označován jako Bo 775. Druhý kodex je uložen v oxfordské knihovně Bodleian Library, nese označení Bo775. Byl napsán v polovině 11. století jako opis předlohy z let 978–984.

- Codex Ivrea (Iv) I –Iv 115 RISM: B IV2, s. 282 – pergamenový rukopis o rozsahu 64 folií vzniklý krátce po roce 1360 v okruhu avignonského dvora. Významný pramen pro poznání vícehlasého repertoáru francouzské ars nova – obsahuje 37 motet, 25 mešních částí, 11 rondeau a virelai, 4 chasse, převážně díla Vitryho a Machautova. Uložení: Ivrea, Biblioteca Capitolare, sign. ms.115

- Codex Faenza (Codex Bonadies) RISM: (I-FZc 117) B IV4 , s. 898 – rukopis z počátku 15. století (1410/20), který je nejstarší sbírkou skladeb pro klávesové nástroje. Jde o nástrojové transkripce 52 původně vokálních skladeb autorů zvučných jmen (Guillaume de Machaut, Jacopo da Bologna, Francesco Landini ad.). Kromě hudební části obsahuje také pozdější dodatek – teoretický spis vlámského karmelitána Johannese Bonadiese. Uložení: Faenza, Biblioteca comunale, sign.: ms. 117

- Codex d‘Apt RISM: (F-APT 16bis), B IV2, s. 104 – Pergamenový rukopis vzniklý na jihu Francie pravděpodobně v okruhu avignonského papežského dvora. Obsahuje 4 moteta, 10 Kyrie, 9 Gloria, 10 Credo, 4 Sanctus, 1 Agnus, 10 hymnů. Uložení: Basilique Sainte-Anne, Bibliotheque du Chapitre Ms. 16bis (F-APT 16bis)

- Codex Torino (Turin) RISM: I-Tn9 (TuB) B IV4, s. 1041 – Pergamenový rukopis vzniklý mezi lety 1413–1420 na Kypru – na lusignanovském dvoře Januse Kyperského. Rukopis o rozsahu 159 folií je důležitý tím, že obsahuje první formuláře tzv. krátkých mší (Kyrie-Sanctus-Agnus) a na ně navazujících větných dvojic (Gloria-Credo). Uložení: Torino, Biblioteca nazionale, sign.: J.II.9

- Carmina Burana – soubor 254 středověkých náboženských, satirických, moralistických, milostných, pijáckých aj. básní a písní, pocházející z 11. – 13. století, sepsaný kolem roku 1230. Básně známe z rukopisu nalezeného v benediktinském klášteře v Benediktbeuern.

- Rukopis Národního muzea (označení XIV. D 12) rukopis z poloviny 11. století zapsaný v neumové notaci rukopisu.

## 12. století
- Codex Calixtinus (Liber Sancti Jacobi) – Rukopisný sborník z 12. století skládající se z pěti částí., z toho dvě s hudebním obsahem. 1. část obsahuje jednohlasý gregoriánský repertoár pro svátek sv. Jakuba, přívazek obsahuje 19 dvouhlasých a 1 tříhlasou skladbu saintmartialského typu.

- Saint Martial Codices (Rukopisy ze Saint Martial) – Soubor rukopisů z benediktinského kláštera vS aint Martial de Limoges obsahující přednotredamský vícehlasý repertoár. Nejvýznamnější z2 7 kodexů saintmartialské kolekce uložených v pařížské Národní knihovně jsou následující čtyři: SM 1 (sign.: fond latin 1139) vzniklý před 1100, SM2 (sign: fond latin 3549) ze 12. století; SM3 (sign.: fond latin 3749) přelom 12. a 13. století; SM4 (uložen vB ritish Museum, sign. Add Ms. 36881) okolo 1200.

## 13. století
- Sedlecký antifonář – iluminovaný rukopis s virgálním typem notace, zřejmě ze 2. čtvrtiny 13. století. V 17. století byly některé poškozené pergamenové listy antifonáře nahrazeny papírovými s týmž textem, případně doplněny o texty nové. Takto vzniklý celek byl roku 1671 svázán a dnes je uložen v depozitáři Národní knihovny v Praze.

- Roman de Fauvel (Fauv) RISM: F – Pn 146 B IV2, s. 163 – Pergamenový rukopis napsaný v období 1310-1314, hudební přídavek před rokem 1316 – literární památka francouzské epické literatury 13. a 14. století. Dílo existuje v řadě opisů a v jednom z nich, uloženém ve Francouzské národní knihovně, se nachází množství vícehlasých kompozic – obsahuje 32 skladeb repetičního typu (balada, rondeau, virelai). Dílo, které je sžíravou kritikou poměrů na francouzském dvoře vypráví o šprýmech osla Fauvela, jehož jméno je utvořeno z počátečních písmen názvů 6 nectností. Uložení: Paříž, Bibliothèque Nationale, fonds françaises 146.

- Magnus liber organi de graduali et antiphonario pro servitio divino – Hlavní sbírka liturgického repertoáru provozovaného v katedrále Notre-Dame v Paříži. Rukopis se nedochoval, jeho repertoár je však dochován v následujících 4 opisech: 
  - Rukopis č. 677 (Codex Helmstedt 628) z knihovny vévody Augusta ve Wolfenbüttelu, okolo roku 1250;
  - Pluteus, rukopis Medicejské knihovny u sv. Vavřince ve Florencii, napsán v Paříži po 1240;
  - Rukopis Ms. 20 486 madridské Národní knihovny, okolo 1250;
  - Rukopis č. 1206 (Codex Helmstedt 1099) z knihovny vévody Augusta ve Wolfenbüttelu, závěr 13. století

- Codex Bamberg – Motetový kodex z přelomu 13. a 14. století. Na 80 pergamenových fóliích obsahuje 100 motet: 44 latinských, 47 francouzských a 9 latinsko-francouzských. Veškerý repertoár náleží do okruhu Notre Dame. Uložen je ve Staatsbibliothek Bamberg, sign. Msc. Lit 115 Edice: Pierre Aubry: Cent Motets du XIII. siècle, publies d‘après le manuscript, Paris 1908

- Worcesterské fragmenty RISM: GB – Worc 68 B IV1, s. 595 GB – Worc, ms. Lat.liturg.d. 20 B IV1 , s. 541 – Soubor pergamenových fragmentů různých rozměrů pocházejících z přelomu 13. a 14. století obsahujících vícehlasá zpracování liturgických textů především konduktovou a motetovou technikou. Worcesterské fragmenty jsou důležitým dokladem vícehlasé ostrovní praxe v období po winchesterských tropářích a závěrem 14. století. Uložení: Část souboru přechovává Worcester, Cathedral Library, add. 68; další část je uložena v oxfordské Bodleyově knihovně, ms.Lat.liturg.d.20

- Codex Montpellier (H 196) – Rukopisný kodex z přelomu 13. a 14. století je nejvýznamnějším pramenem pro poznání motetové tvorby 13. století – na 111 foliích obsahuje 328 skladeb. S výjimkou 11 konduktů a notredamských organ to jsou dvou, tří a čtyřhlasá moteta zapsaná v předfrankonské a frankonské notaci.

Svatovítský tropář, či svatovítské troparium, – iluminovaný hudební rukopis – tropář ze 13. století s vyspělou systematicky notovanou jacentně-virgální chorální notací českého typu (tzv. rombiky) z roku 1235. 

## 14. století
- Codex Manesse (Velký heidelberský zpěvník, německy Grosse Heidelberger Liederhandschrift) – největší sbírka německých básní a písní z počátku 14. století vzniklá v písařské dílně v Curychu. Dnes je chována v Heidelberské univerzitní knihovně. Milostné verše, průpovědi a lejchy od 140 autorů jsou doprovázeny 137 celostránkovými iluminacemi na nichž jsou vyobrazení jednotliví autoři od císařů až po prosté měšťany.

- Codex Las Huelgas – Rukopis kláštera cisterciaček v Las Huelgas (v severozápadním Španělsku poblíž města Burgos) pocházející z doby okolo roku 1300. Kodex obsahuje 45 jednohlasých a 141 vícehlasých skladeb notredamského stylu zapsaných ve frankonské notaci.

- Antifonář královny Alžběty Rejčky – iluminovaný rukopis se sbírky rukopisů, které na počátku 14. století česká královna Alžběta (Eliška) Rejčka věnovala starobrněnskému klášteru cisterciaček, který v roce 1323 založila.

- Codex Chantilly (Ch) F-CH 564 (Ch) RISM: B IV2, s. 128 – pergamenový rukopis z konce 14. století o rozsahu 64 folií. Nevýznamnější pramen pro poznání hudby období ars subtilior. Jeho repertoár obsahuje 112 kompozic především od autorů ze severofrancouzského prostoru. Uložení: Bibliothèque du château de Chantilly, Ms. 564 (olim 1047)

- Codex Old Hall (OH) RISM: GB – OH B IV4, s. 675 Rukopis z přelomu 14. a 15. století o rozsahu 112 folií. Je nejdůležitějším pramenem pro poznání anglické hudby do počátku 15. století Uložení: Londýn, British Library, Ms 57950

- Codex Rossi RISM: I – Rvat 215 B IV4, s. 1020 – Rukopis napsaný pravděpodobně v polovině 14. století v severoitalském prostoru (Padova, Verona). Významný pramen pro poznání hudby z počátků italského trecenta, tedy ještě nezasažené francouzskými vlivy. Uložení: Řím, Biblioteca Apostolica Vaticana, Rossi 215

- Codex Panciatichi RISM: I – Fn 26 B IV4, s. 835 – Pergamenový rukopis napsaný na přelomu 14. a 15. století pravděpodobně ve Florencii obsahující 185 skladeb vzniklých již pod francouzským vlivem, z toho skladby Machautovy. Uložení: Florencie, Biblioteca Nationale, Panciatichiano 26

- Codex Modena (ModB) RISM: I – Moe X.1.11 B IV5 , s. 292 – Papírový rukopis z1 5. století (1430 – 1460) vzniklý patrně na ferrarském dvoře. Obsahuje 132 skladeb liturgického charakteru pocházejících od představitelů hudby z přelomu 14. a 15. století: Du Fay (48 skladeb), Dunstable (31), Binchois (13) Uložení: Biblioteca Estense. Ms. α X.1.11 (Lat.471; olim VI.H.15)

- Llibre vermell de Montserrat – rukopisný kodex ze 14. století (kolem roku 1399), který byl napsán a je uchováván v katalánském klášteře Montserrat.

## 15. století
- Codex Squarcialupi RISM: I – Fl 87 B IV4 , s. 755 – Pergamenový a bohatě iluminovaný rukopis vzniklý ve Florencii v letech 1415–1420. Je nejrozsáhlejším pramenem pro poznání hudby italského trecenta. Na 216 foliích rozdělených do sekcí podle jednotlivých skladatelů (každá sekce je uvedena portrétem) je téměř 350 skladeb předních představitelů trecenta. Uložení: Florencie, Biblioteca Medicea Laurenziana, Pal. 87

- Kodex Speciálník z pražského klášterního prostředí (15. století)

- Codex Chigi (15. – 16. století)

## 16. století
- Codex Medici (16. století),
- Kutnohorský kodex (70. – 90. léta 16. století) psaný bílou menzurální notací, který byl vyroben a zaplacen z daru Zikmunda Kozla z Rýzntálu. 164